# Gavello (Mirandola)
Gavello (Gavèl in dialetto mirandolese) è una frazione di Mirandola in provincia di Modena. Ci si riferisce spesso a questa località come "Gavello modenese", per distinguerlo dall'omonima località di Gavello, frazione di Bondeno (chiamata "Gavello ferrarese").

## Storia
La località prende il suo nome da Gabellus, ovvero il fiume Secchia, che anticamente scorreva in questo luogo da ovest verso est, come si può osservare in un paleoalveo cretoso in mezzo a due dossi di terra arenaria, noto come Dosso del Gavello. 
Nell'VIII secolo il Gabellum Castrum venne donato da Rachis, re dei Longobardi, alla diocesi di Modena, come descritto in una donazione dell'817 di Lodovico Pio in cui vengono citati anche gli allevamenti ittici della zona e il luogo di nascita di San Gemignano.

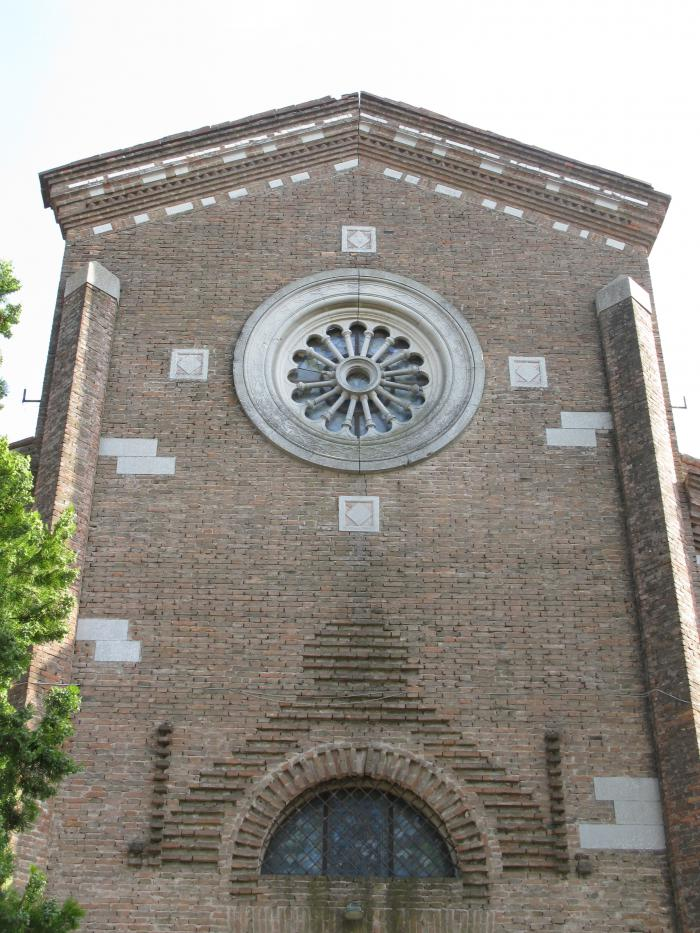
Facciata della chiesa di San Biagio vescovo e martire

Nel X secolo la chiesa di Modena concesse ad Adalberto Azzo le terre di Gavello, che nel 1038 vennero restituite dal marchese Bonifazio al vescovo Guiberto di Modena, col patto di poterne disporre in enfiteusi.
In un documento storico è registrato che nel 1198 e nel 1202 gli abitanti di Gavello prestarono il giuramento del cittadinatico al comune di Reggio Emilia.
Il 15 luglio 1551 tutta la villa di Gavello viene data alle fiamme e le terre cosparse di sale per essere stata , 50 anni prima, causa della rovina e discordia dell'Italia, dando rifugio a banditi e soldati. La località viene nuovamente devastata il 13 aprile 1552 dai soldati che assediano Mirandola.
Nel 1788 la villa del Gavello, nel marchesato dei Menafoglio di San Martino Spino, registra una popolazione di 641 abitanti e un'estensione 3.220 biolche mirandolesi, mentre nel 1833 sono attestate circa 700 persone residenti.
Durante la seconda Repubblica cisalpina e il Regno Italico, con legge 23 maggio 1801 fu istituito il Comune di "Mortizzuolo con Gavello e San Martino in Spino", abolito con la Restaurazione a seguito di ratifica del decreto del duca di Modena del 12 gennaio 1815.
All'inizio di giugno del 1879 San Martino Spino e Gavello furono completamente sommerse dalle acque del Po, che ruppe gli argini a Colombaro, fra Revere e Sermide.
Nel territorio di Gavello nacque una delle prime leghe cooperative di contadini e braccianti della bassa modenese.
Il 31 maggio 1944 i partigiani Luigi Gualdi e Riccardo Guandalini furono uccisi mentre tentavano di prelevare una mitragliatrice dall'abitazione di un fascista. Alla loro memoria è dedicato un cippo.
A partire dagli anni 1970 si è maggiormente diffusa la coltivazione del melone e dell'anguria, unitamente ai territori di San Martino Spino e dintorni.

## Monumenti e luoghi di interesse
La chiesa di San Biagio vescovo e martire, dedicata a Biagio di Sebaste, venne ricostruita nel 1928 in stile neogotico a tre navate, al posto di una precedente chiesa in stile barocco, di cui sono conservati la pila del fonte battesimale del 1669 e due altari di marmi policromi dedicati alla Madonna del popolo e al Santissimo Crocifisso; sopra quest'ultimo è conservato un crocifisso in cartapesta colorata del XVII-XVIII secolo. La chiesa è stata gravemente danneggiata dal terremoto dell'Emilia del 2012, con il distacco della facciata e il crollo della volta interna; anche il campanile è stato lesionato, così come la casa canonica. In attesa del recupero dell'edificio (non ancora avviato nel maggio 2017), è stata predisposta una piccola chiesa di legno nel prato antistante la chiesa lesionata, mentre le celebrazioni maggiori avvengono nel nuovo centro civico realizzato in sostituzione del vecchio edificio scolastico (raso al suolo dopo il sisma).
A sud dell'abitato si estende la vasta area naturale protetta delle Valli mirandolesi.

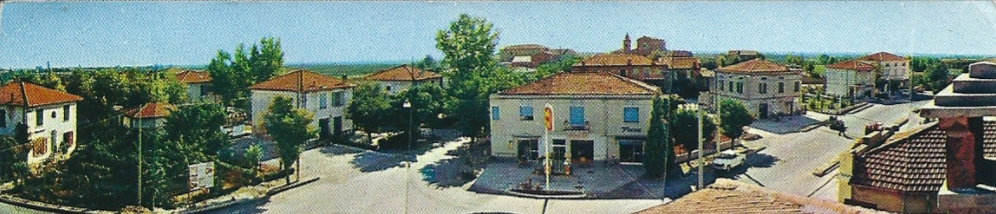
Panorama di Gavello negli anni 1970

## Economia e sviluppo
L'attività prevalente della zona è l'agricoltura. I prodotti principali, favoriti dal terreno argilloso e dall'abbondanza di acqua, sono l'anguria e il melone (in dialetto mirandolese: langòria e mlòn), la cui produzione arriva a 300 quintali/ettaro. Dagli anni 1990, in occasione della Sagra della Madonna del Popolo nel mese di luglio, viene premiata con il "melone d'oro" la migliore produzione della zona. Fra le varietà coltivate, vi è il melone mantovano IGP e il melone di Cantalupo. Altre produzioni agricole della zona sono foraggio, barbabietole da zucchero, pomodoro da conserva, mais e frumento.